# Prosopocera angolensis
Prosopocera angolensis är en skalbaggsart som beskrevs av Max Quedenfeldt 1885. Prosopocera angolensis ingår i släktet Prosopocera och familjen långhorningar.
Artens utbredningsområde är:
- Angola.
- Gabon.
- Kenya.
- Togo.

Inga underarter finns listade i Catalogue of Life.